# Cășeiu
Cășeiu es una comuna de Rumania, en el distrito de Cluj. Su población en el censo de 2002 era de 4.860 habitantes.
- Datos: Q12724723

1. ↑  Worldpostalcodes.org,código postal n.º 407155.